# PRDM2
PRDM2‏ (PR/SET domain 2) هوَ بروتين يُشَفر بواسطة جين PRDM2 في الإنسان.